# Selina Follas
Selina Follas (Adélaïde, Australie-Méridionale, 21 juillet 1976 - ) est une joueuse de softball australienne. En 2000, elle remporta une médaille de bronze en softball aux Jeux olympiques de Sydney avec l'équipe australienne de softball.